# Gran San Bernardo
El puerto del Gran San Bernardo (en francés Col du Grand Saint-Bernard, en italiano colle del Gran San Bernardo) es un collado o puerto de montaña entre Aosta (Italia) y Martigny (Suiza), con una altitud del 2473 m s. n. m. Tiene una carretera asfaltada con una pendiente del 11% que fue construida en 1905. Puede estar cerrado de octubre a mayo.

## Historia
En tiempo de los romanos, sobre el collado se edificó el templo dedicado a Júpiter Penino; de ahí el antiguo nombre de puerto de Monte Júpiter, luego col de Mont-Joux. El paso constituye una importante vía de comunicación a través de los Alpes.
En 1035 se construyó sobre el paso un hospital de una congregación de canónigos regulares, por obra de Bernardo de Menthon, con el fin de recobrar, asistir y proteger a los numerosos viajeros. A partir del siglo XVI al menos, los canónigos del hospital tenían grandes perros, que con el tiempo fueron conocidos como raza San Bernardo, que ayudaban al rescate de los viajeros.
Por el Gran San Bernardo pasa la ruta de peregrinación Vía Francígena.

## Ciclismo
El Gran San Bernardo ha sido ascendido en once ocasiones en carreras ciclistas: seis veces en el Giro de Italia y cinco en el Tour de Francia, esta última en 2009.
El puerto tiene dos variantes, las dos prácticamente igual de extremas: la norte y la sur.

### Vertiente norte
Esta vertiente comienza en la ciudad de Martigny, nada más descender el Col de la Forclaz (HC). Durante 41,5 km, el puerto asciende más de 1980 m, con una pendiente media del 4,8% teniendo picos del 10%. También llega a los 2473 metros de altitud, siendo uno de los más altos en los Alpes. Gracias a estas cifras es considerado un coloso de los Alpes y uno de los más duros de Europa.

### Vertiente sur
Esta vertiente comienza en la ciudad italiana de Aosta y es exactamente igual de dura que la anterior vertiente. Asciende 1874 m durante 33,1 km al 5,7%, siempre con una pendiente muy constante. Tanto en esta como en la anterior vertiente, la nieve copa el paisaje del puerto. Aunque es un poco menos dura, esta vertiente no tiene nada que envidiar a la norte, ya que se sigue considerado un auténtico coloso.

### Lista de ascensiones
Grandes ciclistas han culminado primeros la cima del Gran San Bernardo, tanto en el Giro como el Tour. Aunque no muchas veces, siempre que pasaba el pelotón por el Gran San Bernardo había batalla y buen ciclismo. Los corredores que han pasado en primer lugar por la cima del puerto son:
| Año  | Líder de la etapa en la cima | Grandes Vueltas    |
| ---- | ---------------------------- | ------------------ |
| 2009 | Franco Pellizotti            | Tour de Francia    |
| 2006 | Sandy Casar                  | Giro de Italia     |
| 1996 | Laurent Roux                 | Giro de Italia (2) |
| 1996 | Mariano Piccoli              | Giro de Italia     |
| 1985 | Rafael Acevedo               | Giro de Italia     |
| 1966 | Martin Van Den Bossche       | Tour de Francia    |
| 1963 | Vito Taccone                 | Giro de Italia     |
| 1963 | Federico Bahamontes          | Tour de Francia    |
| 1959 | Charly Gaul                  | Giro de Italia     |
| 1959 | Carmelo Morales              | Tour de Francia    |
| 1949 | Gino Bartali                 | Tour de Francia    |